# Parti des travailleurs du Bangladesh
Le Parti des travailleurs du Bangladesh (bengali : বাংলাদেশের ওয়ার্কার্স পার্টি) est un parti communiste au Bangladesh.
Le parti fut fondé en 1980 par l'union du Parti communiste du Bangladesh (léniniste) (en), de la Ligue communiste révolutionnaire, du Majdur Party et d'un autre groupe. Amal Sen était le secrétaire général fondateur.
En 1984 le parti se sépare en deux factions, utilisant toutes les deux le nom d'origine. Un groupe dirigé par Amal Sen et Nazrul Islam. L'autre dirigé par l'actuel président du parti, Rashed Khan Menon. En 1992 les deux factions se sont réunifiées.
Après qu'un scandale de corruption a été révélé en novembre 2011, les dirigeants du Parti des travailleurs du Bangladesh et de la Ligue Awami ont appelé Suranjit Sengupta, ministre des chemins de fer, à démissionner.
Le parti fait partie de la Grande Alliance (en).
Le parti dispose de plusieurs organisations de masse:
- Bangladesh Chhatra Maitri (Organisation étudiantes)
- Juba Maitri (Organisation jeunesse)
- Jatio Sramik Federation Bangladesh (Front du travail)
- Jatio Krishok Somity (Front des paysans)
- Nari Mukti Sangsad (Front des Femmes)